# Achilles (keresztnév)
Az Achilles (ejtsd: ahilles) régi magyar férfinév. Az ógörög Akhilleusz (Aχιλλεύς) mitológiai névből származik, amelynek jelentése: „a kígyó fia”. A görög név latin formája Achilles (ejtsd ahillesz), amit a régi Magyarországon s-sel ejtettek ki, így a név ebben a formában honosodott meg a magyarban. Achilles névnapját július 31-én ünnepeljük.

## Rokon nevek
Az Achilles anyakönyvezhető rokon nevei:
- Achillesz:[1] a név sz-el ejtett változata[2]
- Ahillész:[1] az Achillesz alakváltozata[3]

## Gyakorisága
Az újszülötteknek adott nevek körében az 1990-es években az Achilles, Achillesz, Ahilész egyaránt szórványosan fordult elő. A 2000-es és a 2010-es években egyik sem szerepelt a 100 leggyakrabban adott férfinév között.
A teljes népességre vonatkozóan a 2000-es és a 2010-es években az Achilles és rokon nevei nem szerepeltek a 100 leggyakrabban viselt férfinév között.

## Névnapok
Achilles, Achillesz, Ahilész:  április 23., május 12., november 2.

## Idegen nyelvi változatai
- Angol, holland, latin, lengyel, szlovák: Achilles
- Francia, olasz: Achille
- Dán, észt, német: Achilleus
- Izlandi, norvég, svéd: Akilles
- Finn: Akhilleus
- Litván: Achilas
- Máltai: Akille
- Orosz: Ахилл (Ahill)
- Portugál, spanyol: Aquiles
- Román: Ahile
- Szlovén: Ahil
- Török: Aşil

## Híres Achillesek, Achilleszek, Ahillészek
- Achilles (Akhilleusz) mitológiai alak
- Aquiles Serdán, a mexikói forradalmat támogató politikus